# Jeanne-Élisabeth de Holstein-Gottorp
Jeanne-Élisabeth de Holstein-Gottorp (en allemand : Johanna Elisabeth von Schleswig-Holstein-Gottorf), née le 24 octobre 1712 au château de Gottorf et morte le 30 mai 1760 à Paris, est une princesse allemande, régente de la principauté d'Anhalt-Zerbst de 1747 à 1752. Épouse du prince Christian-Auguste d'Anhalt-Zerbst elle est célèbre en tant que mère de Catherine II de Russie et sœur du roi Adolphe-Frédéric de Suède.

## Union et postérité

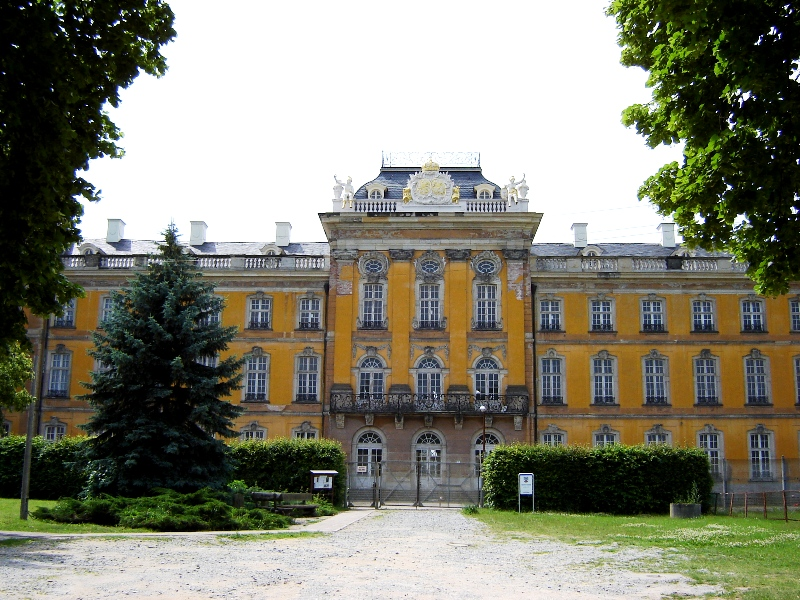
Le château de Dornbourg, construit par la princesse Jeanne-Élisabeth à partir de 1750

Fille du prince Christian-Auguste de Holstein-Gottorp et de la princesse Albertine-Frédérique de Bade-Durlach, Jeanne-Élisabeth est la plus jeune fille survivante du couple. Le 8 novembre 1727 elle épouse à Vechelde Christian-Auguste d'Anhalt-Zerbst. Ils ont cinq enfants:
- Sophie Auguste Frédérique qui devient Catherine II de Russie.
- Guillaume Christian Frédéric (17 novembre 1730 -27 août 1742).
- Frédéric-Auguste
- Auguste Christine Charlotte (10 novembre 1736 -24 novembre 1736).
- Elisabeth Ulrique (17 décembre 1742 -5 mars 1745).